# Lerdo Chiquito
Lerdo Chiquito är en ort i Mexiko.   Den ligger i kommunen Altotonga och delstaten Veracruz, i den sydöstra delen av landet, 200 km öster om huvudstaden Mexico City. Lerdo Chiquito ligger 2 398 meter över havet och antalet invånare är 195.
Terrängen runt Lerdo Chiquito är varierad. Runt Lerdo Chiquito är det ganska tätbefolkat, med 108 invånare per kvadratkilometer. Närmaste större samhälle är Teziutlan, 18,2 km nordväst om Lerdo Chiquito. I omgivningarna runt Lerdo Chiquito växer i huvudsak blandskog.